# Zeeslag in de Straat Denemarken
De Zeeslag in Straat Denemarken was een zeeslag in de Tweede Wereldoorlog op 24 mei 1941 in de Straat Denemarken waarbij de Duitse Bismarck en Prinz Eugen de Britse HMS Hood tot zinken brachten.

## De Duitse dreiging
Na het afgelasten van operatie Seelöwe probeerde de Duitse marine de aanvoerlijnen naar Engeland te onderbreken. Op de eerste plaats werden U-boten ingezet om konvooien aan te vallen, maar ook de Duitse oppervlaktevloot ondernam aanvallen. De zware kruisers van de Deutschlandklasse waren speciaal ontworpen als langeafstand-raiders: de Admiral Scheer had er al een zes maanden lange raid op zitten die hem tot in de Indische Oceaan had gebracht. Hulpkruisers waren actief op alle verre wereldzeeën en de zware kruiser Admiral Hipper en de slagschepen Scharnhorst en Gneisenau hadden met matig succes konvooien op de Noord-Atlantische route aangevallen. Al deze schepen moesten constant op hun hoede zijn voor de Britse vloot; ze konden geen gevecht riskeren. Nu was het slagschip Bismarck klaar om ingezet te worden, en dat slagschip was sterk genoeg om het eventuele escorte van konvooien uit te schakelen, zelfs de oude slagschepen die de Britten daarvoor gebruikten. De Britten hielden de bewegingen van de Bismarck dan ook goed in de gaten en hielden te allen tijde hun Home Fleet paraat. ook patrouilleerden er altijd kruisers of hulpkruisers op de routes vanuit Duitsland en Noorwegen naar de Atlantische Oceaan.
In mei 1941 waren de eerder vermelde schepen allemaal beschadigd of in onderhoud. Buiten de Bismarck was alleen de gloednieuwe zware kruiser Prinz Eugen beschikbaar. Om de druk op de Britten aan te houden werd beslist om niet te wachten tot de andere schepen weer operationeel waren. Op 18 mei liepen de Bismarck en Prinz Eugen uit voor operatie Rheinübung, een raid op de Noord-Atlantische konvooien.

## Ontdekt
De Britten hadden al lucht gekregen van de ophanden zijnde operatie via Ultra. Tijdens de vaart door het Kattegat werd het eskader opgemerkt door de neutrale, Zweedse kruiser Gotland die de schepen rapporteerde, en dit rapport werd gelekt naar de Britten. Gealarmeerd zonden de Britten een paar Spitfire-verkenningsvliegtuigen uit en op de middag van 21 mei werd de Bismarck ontdekt in de Grimstadfjord bij Bergen in Noorwegen. De Bismarck en de Prinz Eugen waren voor anker gegaan in afwachting van slecht weer, om dan ongemerkt te kunnen uitbreken via de Straat Denemarken.
's Avonds op 23 mei ontdekten de Britse patrouillerende zware kruisers HMS Norfolk en HMS Suffolk de Duitse oorlogsschepen in Straat Denemarken. De Bismarck opende het vuur op de kruiser Norfolk, maar die vluchtte op tijd weg in de mist. Door de schokgolven van het afvuren van de kanonnen begaf de voorste radar van de Bismarck het. Daarom wisselde de Bismarck positie met de Prinz Eugen zodat deze zijn voorste radar kon gebruiken om de route te verkennen. De kruisers verwittigden de admiraliteit en volgden de Duitse oorlogsschepen in de nacht met behulp van hun radars. Rond middernacht probeerde de Bismarck de kruisers af te schudden door plots om te keren. De kruisers weken dadelijk terug en verloren tijdelijk contact met het Duits eskader.

## De onderscheppingsmacht

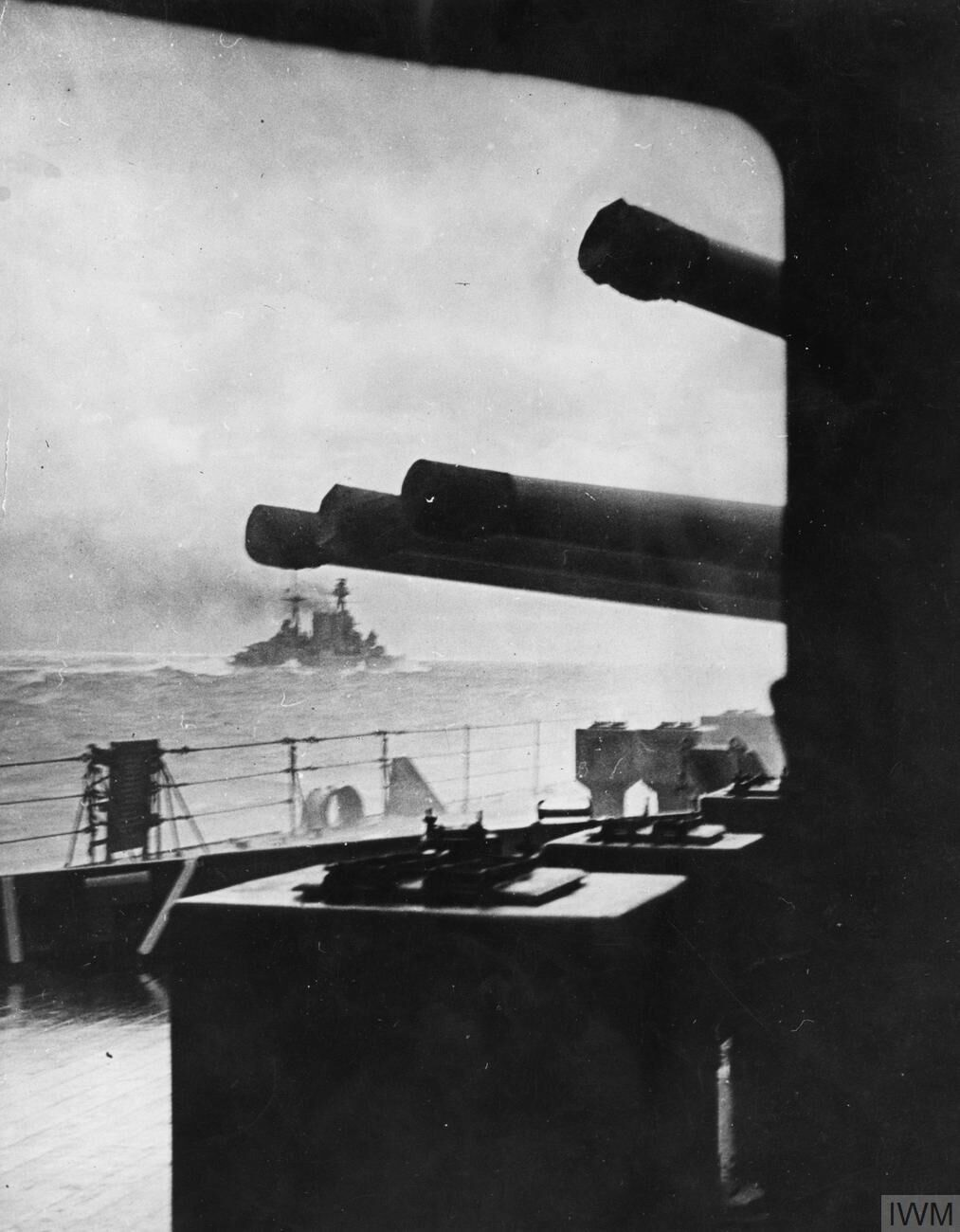
HMS Hood vaart naar de Bismarck met op de voorgrond drie kanonnen van HMS Prince of Wales, het vierde staat omhoog.

Bij de eerste berichten over een mogelijke uitbraak werden de patrouilles die de routes naar de Atlantische Oceaan bewaakten versterkt en eens het rapport van de verkenningsvliegtuigen binnengelopen was, liep een gedeelte van de Home Fleet uit: de slagkruiser HMS Hood met viceadmiraal Lancelot Holland en het nieuwe slagschip HMS Prince of Wales, en zes torpedojagers HMS Electra, HMS Achates, HMS Antelope, HMS Anthony, HMS Echo en HMS Icarus. vertrokken om 00:52 op 22 mei naar het zuiden van IJsland, waar ze in een goede positie zouden zijn om uitbrekende schepen te onderscheppen, of ze nu de route boven IJsland via de Straat Denemarken of onder IJsland via de Faeröer doorgang zouden kiezen. Admiraal John Tovey met zijn vlaggenschip HMS King George V, het vliegdekschip Victorious en de slagkruiser HMS Repulse bleven in de thuisbasis te Scapa Flow in afwachting van verder nieuws. Tovey had dan wel vier slagschepen en slagkruisers tegenover één Duits, maar zijn schepen verschilden onderling veel in gevechtswaarde: alleen het vlaggenschip King George V was modern en getraind, het zusterschip Prince of Wales was nog maar pas opgeleverd en had nog kinderziektes, zo waren er bijvoorbeeld nog problemen met de hoofdbewapening. Acht van de tien kanonnen waren opgesteld in vierlingtorens, maar die waren zo compact dat ze moeilijk te opereren waren en ze blokkeerden snel. De Hood en de Repulse waren getrainde schepen, maar waren niet voldoende gemoderniseerd en hadden een zwakke horizontale dekbepantsering.

## Het plan
Bij de eerste melding van de kruisers besloot viceadmiraal Holland niet te wachten op het tweede deel van de Home Fleet, maar om direct aan te vallen. Aangezien hij en zijn hele staf sneuvelden aan boord van de Hood, is het niet zeker wat zijn volledig plan was. Aan de Prince of Wales gaf hij door dat hij van plan was samen met de kruisers aan te vallen, en om recht op de aanstormende Duitsers aan te sturen, om zo snel mogelijk de afstand te kunnen verkleinen en op korte afstand te kunnen vechten aangezien de Hood enkel gepantserd was tegen granaten met een vlakke baan. Op deze tijd van het jaar was het lang licht in de Straat Denemarken, Holland plande de aanval bij zonsondergang om 02:00, zodat de Bismarck en de Prinz Eugen zich scherp zouden aftekenen tegen het avondrood, terwijl Hood en Prince of Wales uit het duister konden naderen. Deze plannen werden niet doorgeseind, ook niet naar de Norfolk en de Suffolk omdat Holland radiostilte wou bewaren om het verrassingselement niet te verliezen.
Maar doordat de kruisers tijdelijk contact verloren juist voor middernacht, moest Holland snel zijn plan wijzigen: hij kon het risico niet lopen dat hij de Duitse schepen mistte en voorbijvoer dus in plaats van recht op de schepen aan te sturen, stuurde hij een zuidwestelijke koers en kwam zo eigenlijk parallel aan de Duitse schepen te liggen. ook stuurde hij zijn torpedobootjagers weg op een zoekslag naar het Duits eskader. De torpedobootjagers misten het Duits eskader maar nipt in het slechte weer, maar verloren het contact met hun eigen eskader en zouden geen rol meer spelen in de komende zeeslag. Toen de Norfolk en de Suffolk om 02:47 het contact herstelden bevond Holland zich in een slechte positie, maar hij viel toch aan.

## De zeeslag

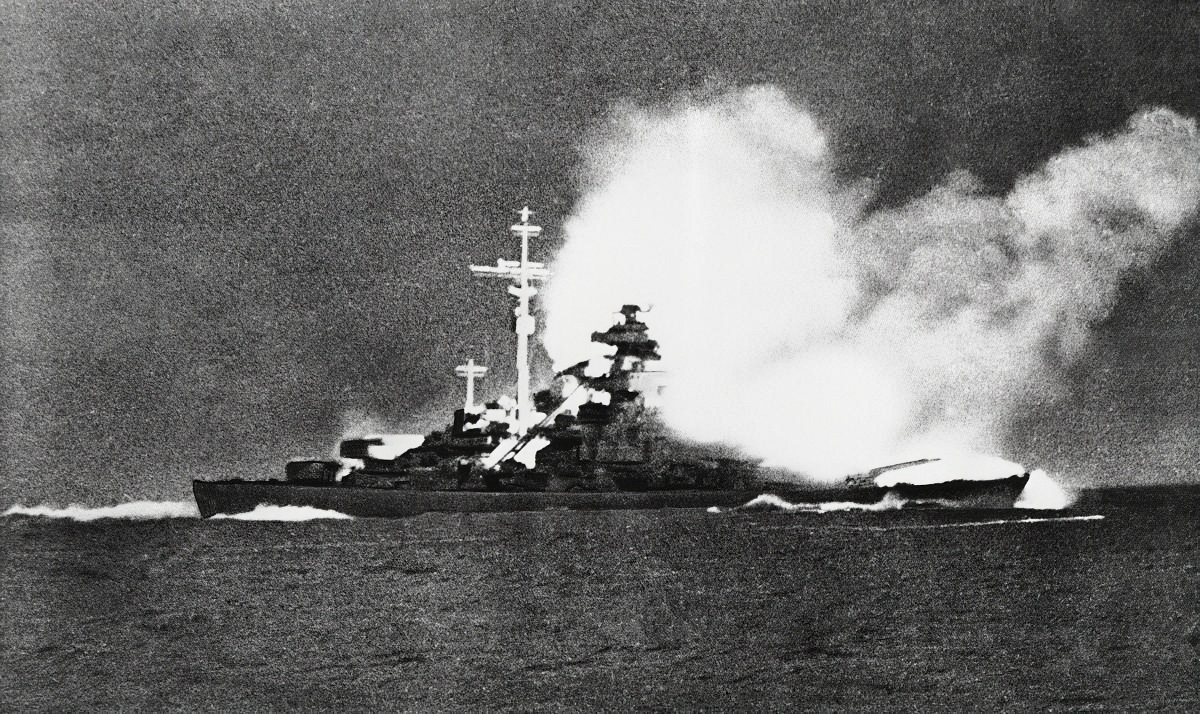
De Bismarck vuurt op de Prince of wales. Door het contrast met de lichtflitsen van het kanonvuur lijkt de foto bij nacht genomen, maar hij is wel degelijk vanuit de Prinz Eugen genomen tijdens de zeeslag in de Straat Denemarken.

De Duitsers detecteerden de Britse schepen met hun hydrofoon nog voor de schepen zichtbaar waren, pas 10 minuten later zagen ze de rook en de masten over de horizon komen. Todat die schepen het vuur openden en men aan de grote waterzuilen van de inkomende granaten kon zien dat het om zwaar geschut ging, dachten de Duitsers dat het kruisers waren. Volgens de informatie die Lütjens tot beschikking had lag de Home Fleet nog in Scapa Flow en hij verwachtte dan ook totaal niet om in Straat Denemarken op zware eenheden te stuiten. Om 05:37 zag de uitkijk van de Prince of Wales de Duitse schepen op 26 km afstand. Om 05:49 draaide Holland nog scherper naar de Duitse schepen toe, zodat de Duitse schepen buiten het schootbereik van de achterste kanonnen kwamen. De Bismarck en de Prinz Eugen hadden praktisch dezelfde silhouet: dezelfde bewapening, masten en opbouw. Ze waren dan ook moeilijk uit elkaar te houden en Holland had te laat door dat het voorste schip niet de Bismarck was. Pas wanneer de Britse schepen het vuur openen om 05:52 zag hij zijn fout en gaf bevel aan de Prince of Wales om op het achterste schip te vuren, maar raar genoeg bleef de Hood op de Prinz Eugen schieten. De Prince Of Wales had wel tijdig de Bismarck herkend maar bij zijn eerste salvo viel al direct één van zijn tien kanonnen geblokkeerd uit.

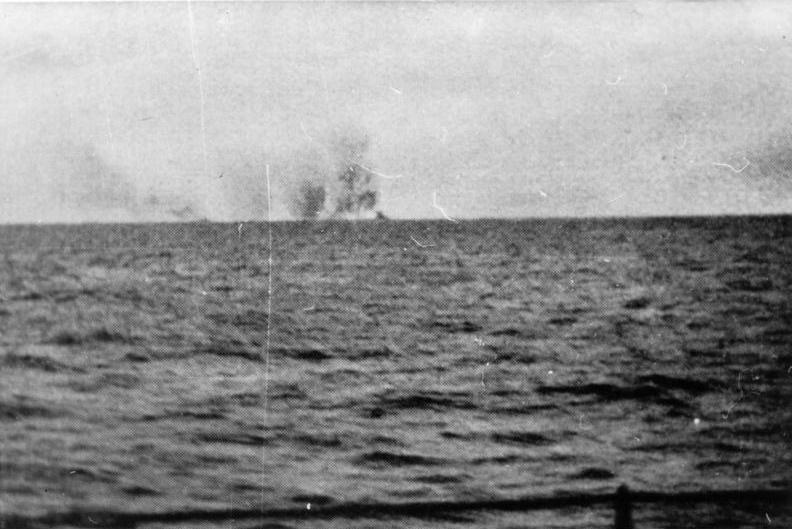
Foto vanaf Prinz Eugen: in het midden de rookzuil van de ontplofte HMS Hood. HMS Prince of Wales heeft het wrak ontweken en is zichtbaar aan de rechterkant van de rookzuil.

De Duitse schepen vuurden niet direct terug. De eerste artillerieofficier korvetkapitein Adalbert Schneider vroeg admiraal Günther Lütjens meermaals toelating om terug te schieten, maar die weigerde. Toen kwam kapitein-ter-zee Ernst Lindemann tussen:
“Ik laat me toch mijn schip niet onder mijn gat wegschieten, toelating tot vuren!”

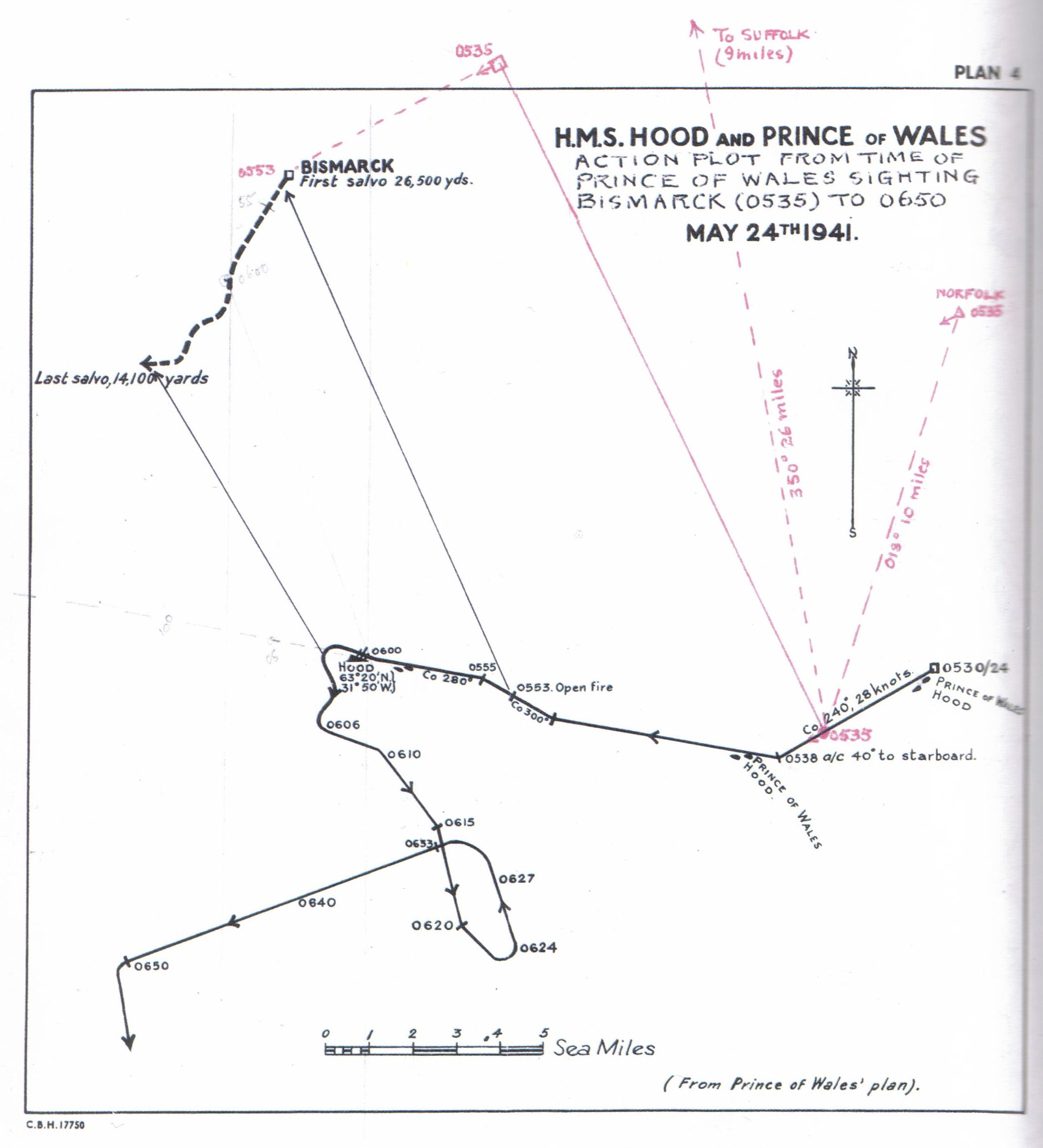
Het traject van HMS Prince of Wales

Om 05:55 openden beide Duitse schepen het vuur op HMS Hood. Tegelijk draaiden de Britten iets meer af zodat de achterste kanonnen ook konden vuren. De Prince Of Wales scoorde het eerst een treffer op de Bismarck, maar die tastte de gevechtswaarde niet aan. De Prinz Eugen trof de Hood met één schot uit haar tweede salvo tussen de tweede schoorsteen en de hoofdmast. Direct daarop scoorde ook de Bismarck een treffer op de controletoren en de Prinz Eugen voegde er nog een treffer op de voorste bovenbouw aan toe. Op de voorste bovenbouw brak ook brand uit. Dan trof de Prince Of Wales opnieuw de Bismarck: een granaat doorboorde de zware bepantsering op het middenschip onder de waterlijn en veroorzaakte waterinbreuk in een ketelruim. De afstand was nu al verminderd tot 18 km en de secundaire bewapening van de Bismarck en Prince of Wales begon ook mee te vuren, maar ze zou geen rol spelen in de slag.

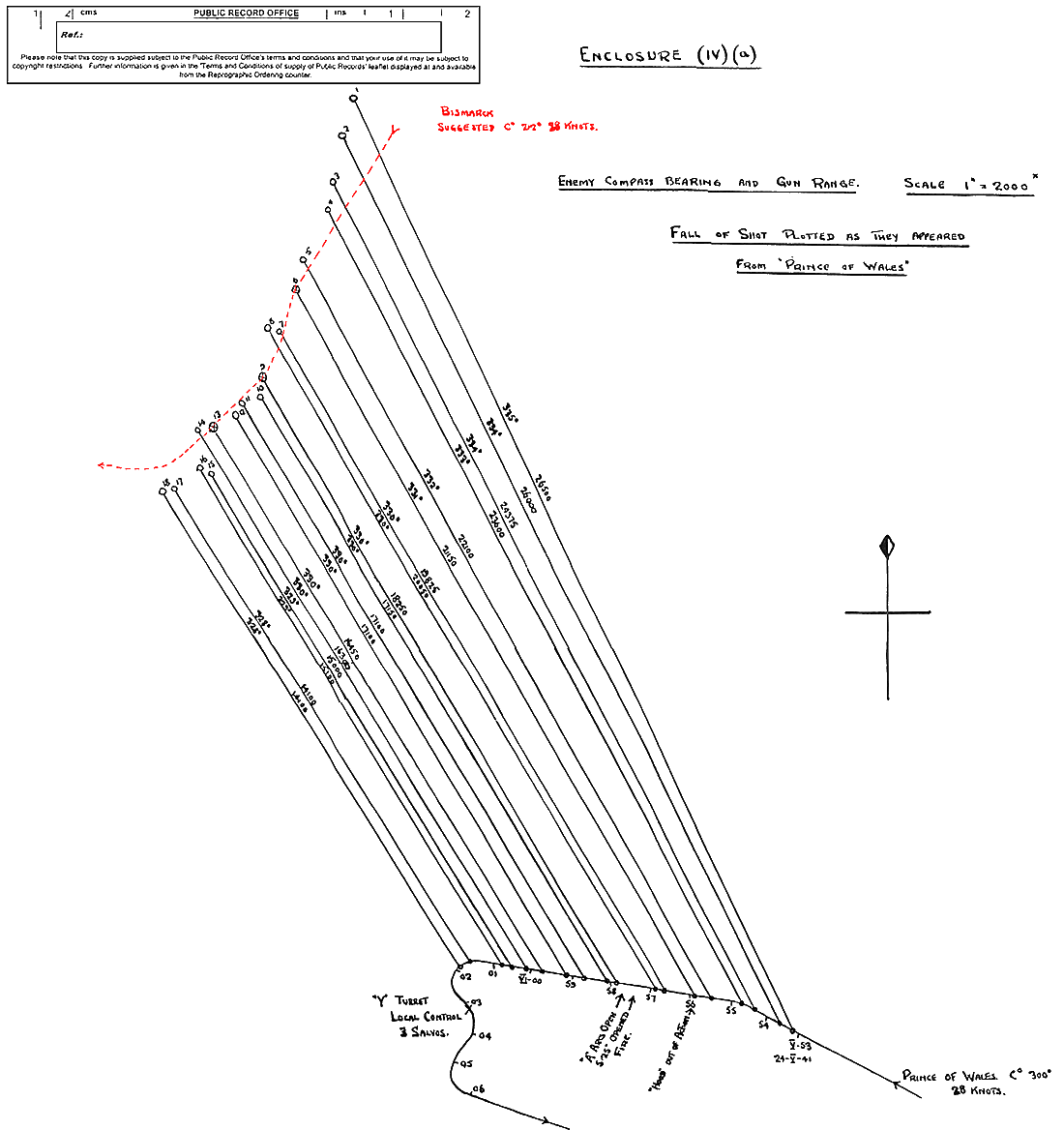
De 18 salvo's van HMS Prince of Wales tussen 5:53 en 6:02 op de Bismarck in rood.

Om 06:00 beval Holland om nog meer af te draaien en wanneer dat manoeuvre in gang was, landde het vijfde salvo van de Bismarck op de Hood. Op dat moment vloog de slagkruiser met een geweldige explosie de lucht in. Het schip brak in tweeën en zonk in 3 minuten met 1415 van de 1418 opvarenden. De Prince Of Wales moest snel afdraaien om de wrakstukken te ontwijken. Net daarvoor had hij de Bismarck nog een derde treffer verkocht, die echter maar marginale schade aanrichtte aan de bijboten.
De Norfolk en de Suffolk lagen te ver achter de Duitse schepen. De Norfolk opende kort het vuur, maar de Duitse schepen waren buiten bereik. Beide Duitse schepen richtten nu op de Prince of Wales. De Bismarck trof vier keer en de Prinz Eugen drie keer. Een eerste treffer van de Bismarck ging door de brug maar ontplofte niet, een andere blindganger raakte de vuurleiding voor de secundaire bewapening op het voorschip, de derde verwoestte de vliegtuigkraan en de katapult net op het moment dat men een boordvliegtuig wou lanceren voor artillerieobservatie en de vierde is een blindganger die onder de waterlijn het pantser doorboorde en een lek maakte waardoor 400 ton zeewater binnenstroomde. De eerste treffer van de Prinz Eugen was ook een blindganger, maar de twee andere ontploften onder de waterlijn, wat het lekken erger maakte.
Nu dat de Hood gezonken was, de Prince of Wales last had met zijn eigen artillerie - bij sommige salvo's konden maar 2 kanonnen vuren - en het schip ook nog beschadigd was en lekte, besloot Leach het gevecht af te breken. Tovey was immers dichtbij met de Home Fleet en nu het Brits eskader zijn overwicht kwijt was, was het beter eerst alle schepen te concentreren vooraleer verder aan te vallen. Kapitein Leach trok een rookgordijn op en draaide af om 06:04.
Op dit moment meenden de Duitsers torpedo's te horen in hun hydrofoons en dachten ze ook bellenbanen te zien. De schepen begonnen met uitwijkmanoeuvres wat de gevechtsafstand ook deed toenemen. Kort daarop staakten de Duitsers het vuren.
De Bismarck had drie treffers gekregen van de Prince of Wales. Eén daarvan was in het voorschip onder de waterlijn ingeslagen en had een oliebunker lek geslagen, wat een groot oliespoor achterliet.

## Nasleep
De Bismarck had 93 granaten verschoten en de Prinz Eugen 157. Kapitein Ernst Lindemann vroeg tweemaal toelating aan admiraal Lütjens om de Prince of Wales te achtervolgen en te vernietigen, maar admiraal Lütjens weigerde. De operationale orders die hij bij het begin van de missie had meegekregen van grootadmiraal Erich Raeder waren immers glashelder : de primaire missie was om de handelsroutes aan te vallen om zo de bevoorrading van Engeland af te snijden. Het had geen zin om te proberen de Britse vloot te verslaan, die telde immers meer schepen. Dus het had geen zin om verdere schade te riskeren en de munitie uit te putten om de Prince of Wales af te maken. Het was kwestie om zo snel mogelijk weg te geraken uit de dreigende omsingeling. Raeder had eerder admiraals Conrad Patzig en Wilhelm Marschall ontslagen nadat ze zijn operationele orders in de wind geslagen hadden, en tijdens operaties zelf de doelen van hun missie hadden aangepast.
Nu viceadmiraal Holland gesneuveld was, kwam Prince of Wales onder bevel van schout-bij-nacht Wake-Walker aan boord van Norfolk. Wake-Walker beval om de Duitse schepen op een veilige afstand te volgen. De kruisers namen positie in aan bakboord en stuurboord, zodat ze met hun radar alle bewegingen goed konden meevolgen. Ook de Prince of Wales volgde de Bismarck met haar radar en probeerde haar artillerie zo snel mogelijk weer paraat te krijgen.
De zes torpedobootjagers die waren weggestuurd op een zoekslag kregen bevel om naar overlevende te zoeken. HMS Electra kon twee uur later drie man redden die het ijskoude water hadden overleefd door zich elk op een klein vlotje te hijsen : Ted Briggs, Bob Tilburn en Bill Dundas.
Al tijdens de zeeslag was een Sunderland verkenningsvliegtuig opgedoken. Het vliegtuig werd beschoten door de Duitse luchtafweer maar kon op veilige afstand volgen en het oliespoor rapporteren. Om 07:57 meldde HMS Suffolk, dat de Bismarck trager voer en beschadigd leek.

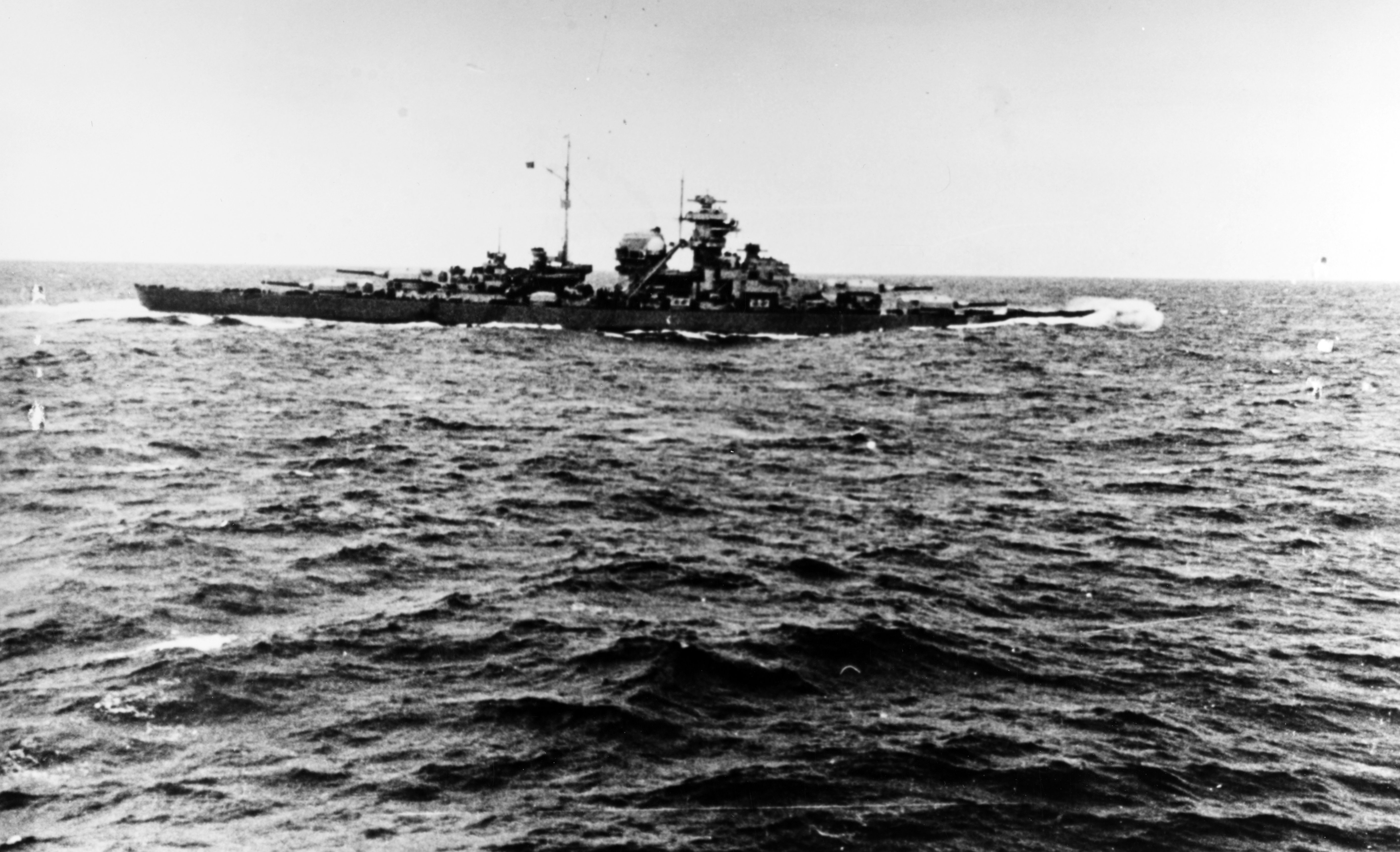
De Bismarck na de zeelag. Het schip is aan het stampen in de zware zee, toch lijkt op deze foto dat het voorschip te laag ligt

Na de zeeslag maakte de Bismarck 9° slagzij en de uiteinden van de scheepsschroeven aan stuurboord staken boven water. Lindemann liet twee compartimenten aan stuurboord onder water zetten om het schip in evenwicht te brengen. Hij zond duikers in het water om de voorste olietanks over te hevelen. Lindemann vroeg Lütjens toelating om Bismarck te vertragen naar 22 knopen en te laten hellen om gaten in de romp te breeuwen. Dit mislukte en stoomketel 2 moest uit dienst, zodat de hoogste snelheid 28 knopen werd. Lütjens besloot om een haven aan te doen voor reparatie. Lindemann stelde voor, om naar de dichtstbijzijnde haven Bergen in Noorwegen te varen 1500 km ver, maar Lütjens weigerde en beval om naar Saint-Nazaire te varen, 900 km verder weg, wat hij veiliger vond. Als hij terugkeerde naar Bergen zou hij ook opnieuw moeten proberen uit te breken, wat in het licht van voorgaande zeeslag niet eenvoudig zou zijn. De Britten bleken immers over goed functioneren radar te beschikken, wat het dus niet meer mogelijk maakte om op slecht weer te rekenen om ongemerkt te kunnen uitbreken. Vanuit de Franse kust kon was het gemakkelijker om ongemerkt uit te breken.
Lütjens besloot ook om de Prinz Eugen te detacheren zodat die zelfstandig op koopvaardijschepen kon gaan jagen. De Bismarck ondernam een afleidingsmanoeuvre die de Prinz Eugen toeliet om aan de achtervolgers de ontsnappen. De kruiser tankte op zee, maar kreeg dan motorpech en moest terugkeren naar Brest.
De Bismarck kon uiteindelijk ook aan zijn achtervolgers ontsnappen, maar werd voor hij Frankrijk kon bereiken, stuurloos gemaakt in een aanval met torpedovliegtuigen en de dag erop op 27 mei afgemaakt met kanonvuur.

## Reactie in Duitsland
De admiraliteit in Berlijn was opgetogen dat de Hood tot zinken gebracht was, maar minder tevreden over de schade aan de Bismarck en over de beslissing om naar Saint-Nazaire te varen.
Raeder overlegde met zijn stafchef, admiraal Otto Schniewind en die belde met admiraal Rolf Carls die het bevel voerde over Groep Noord in Wilhelmshaven. Carls schreef een telegram om Lütjens terug te roepen naar Duitsland, maar had het nog niet verzonden. Schniewind merkte op, dat Lütjens op de middag de lijn tussen de noordelijke Hebriden en zuidelijk Groenland voorbij was en dus onder Groep West viel. De bevelhebber van Groep West, admiraal Alfred Saalwächter zei, dat hij Lütjens niet zou terugroepen, tenzij Schniewind of Raeder anders beslisten. Raeder zei Schniewind, dat Lütjens moest beslissen en belde Adolf Hitler in de Obersalzberg in de Beierse Alpen. Hitler aanhoorde het nieuws dat de Hood gezonken was onbewogen en zei:
Als nu die Britse kruisers aanvallen en Lütjens de Hood tot zinken gebracht heeft en de andere bijna verlamd, terwijl die nagelnieuw was en in het gevecht last had met de kanonnen, waarom heeft hij die dan ook niet tot zinken gebracht?
Propagandaminister Dr. Joseph Goebbels' liet het nieuws van de gezonken Hood die avond uitzenden met muziek van Wir fahren nach England!. Het Duits publiek reageerde enthousiast.

## Reactie in het Verenigd Koninkrijk

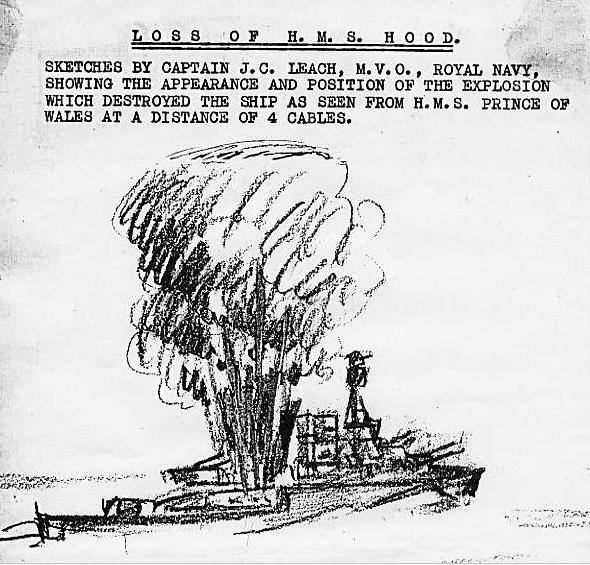
Schets door kapitein John Leach van HMS Prince of Wales voor de 2e onderzoekscommissie

De Britten waren geschokt dat hun trots oorlogsschip zomaar gezonken was met 1400 mannen. Winston Churchill beval kort en krachtig aan de Britse admiraliteit :
"Sink the Bismarck" ( vert : “Doe de Bismarck zinken!” )
Admiraal Dudley Pound daagde admiraal Frederic Wake-Walker en kapitein John Leach van de Prince of Wales voor de krijgsraad, omdat ze het gevecht met de Bismarck gestaakt hadden nadat de Hood gezonken was. John Tovey, opperbevelhebber van de Home Fleet vond dat beiden correct gehandeld hadden en dreigde ontslag te nemen.
Twee Britse commissies onderzochten het vergaan van de Hood. Als gevolg van hun bevindingen werden munitiemagazijnen van de oudere Britse oorlogsschepen beter bepantserd.